# Ngāti Porou
Ngāti Porou es una iwi (tribu) maorí tradicionalmente ubicado en las regiones de East Cape y Gisborne de la Isla Norte de Nueva Zelanda. Ngāti Porou está afiliado al 28° Batallón Maorí y tiene la segunda afiliación más grande de cualquier iwi en Nueva Zelanda, con 71.910 miembros registrados en 2006. El área tradicional rohe o área tribal de los Ngāti Porou se extiende desde Pōtikirua y Lottin Point en el norte hasta Te Toka-a-Taiau (una roca que solía sentarse en la boca del puerto de Gisborne) en el sur.
El monte Hikurangi ocupa un lugar destacado en las tradiciones de Ngāti Porou como símbolo de resistencia y fuerza, y tiene el estatus de tapu. En estas tradiciones, Hikurangi a menudo se personifica. Las tradiciones Ngāti Porou indican que Hikurangi fue el primer punto en salir a la superficie cuando Māui pescó la Isla Norte desde debajo del océano. Se dice que su canoa, la Nuku-tai-memeha, fue destruida allí. El río Waiapu también figura en las tradiciones Ngāti Porou.

## Historia

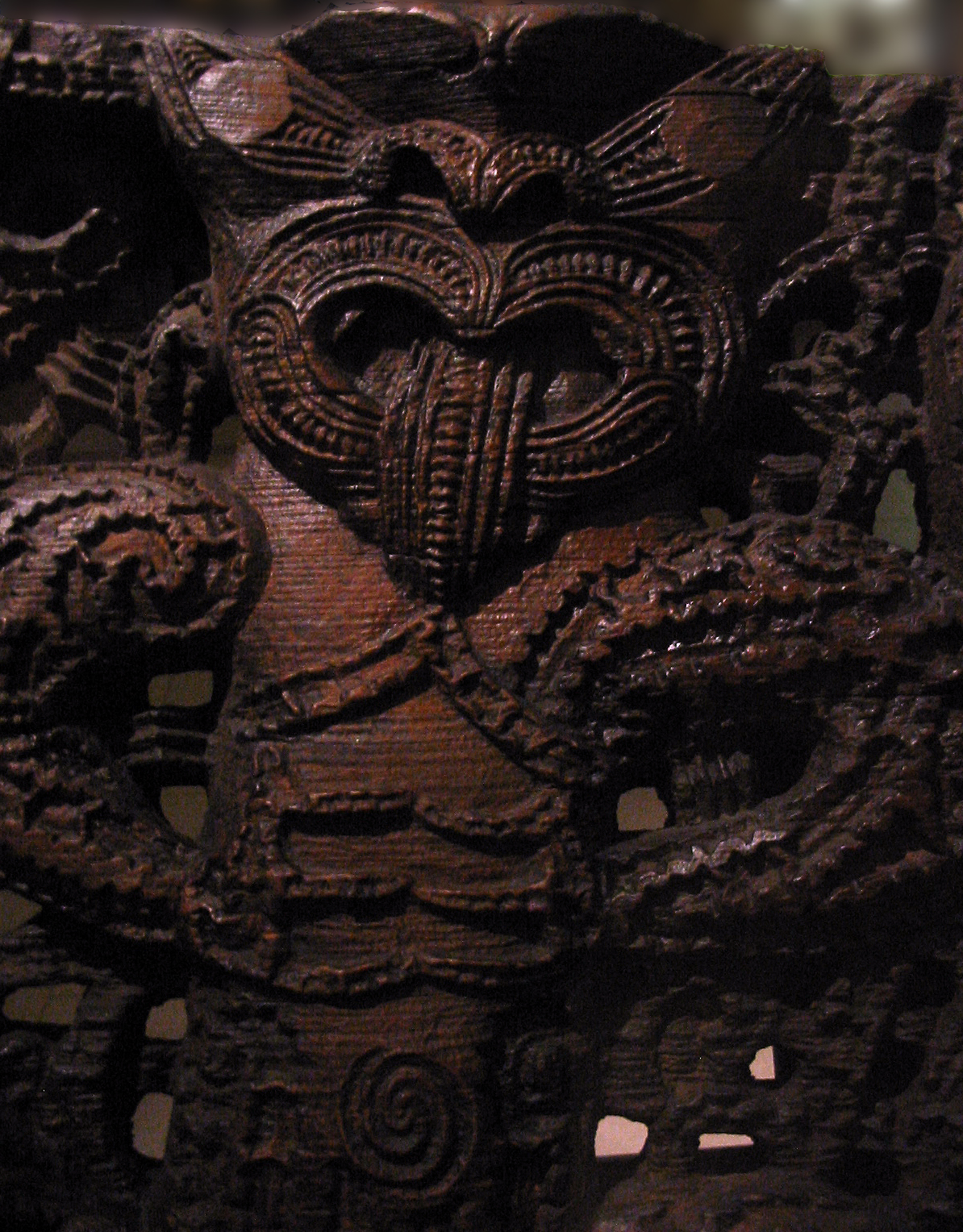
Ngāti Porou paepae pātaka (umbral de un almacén) en el valle de Waiapu.

### Historia preeuropea
Ngāti Porou toma su nombre del antepasado Porourangi, también conocido como Porou Ariki. Él era un descendiente directo de Toi-kai-rākau. Otros antepasados incluyen Māui, acreditado en la tradición oral con la crianza de la Isla Norte del mar, y Paikea, el jinete de ballenas.
Aunque Ngāti Porou reclama la waka Nukutaimemeha como su canoa de base, muchos antepasados de Ngāti Porou llegaron en diferentes canoas, incluidas Horouta, Tākitimu y Tereanini. Los descendientes de Porourangi y Toi formaron grupos que se extendieron por el East Cape a través de la conquista y las alianzas estratégicas por matrimonios.
Las asociaciones con otros iwi también surgen por descendencia directa de antepasados Ngāti Porou:
- Kahungunu, descendiente de Ueroa, segundo hijo de Porourangi, es el ancestro fundador de Ngāti Kahungunu, que ocupa la región al sur de los límites tribales de Ngāti Porou.
- Taua, descendiente de Kahungunu, es un ancestro prominente en la genealogía de Te Whānau-ā-Apanui.
- Ngāti Raukawa y el iwi Tainui tienen asociación a través de Rongomaianiwaniwa, hija de Porourangi, y el matrimonio de la antepasada Māhinaarangi con Tūrongo.
- Las tradiciones Ngāi Tahu también indican descendencia tanto de Porourangi como de Tahupōtiki, hermano menor de la primera.[3][4]

### Historia colonial

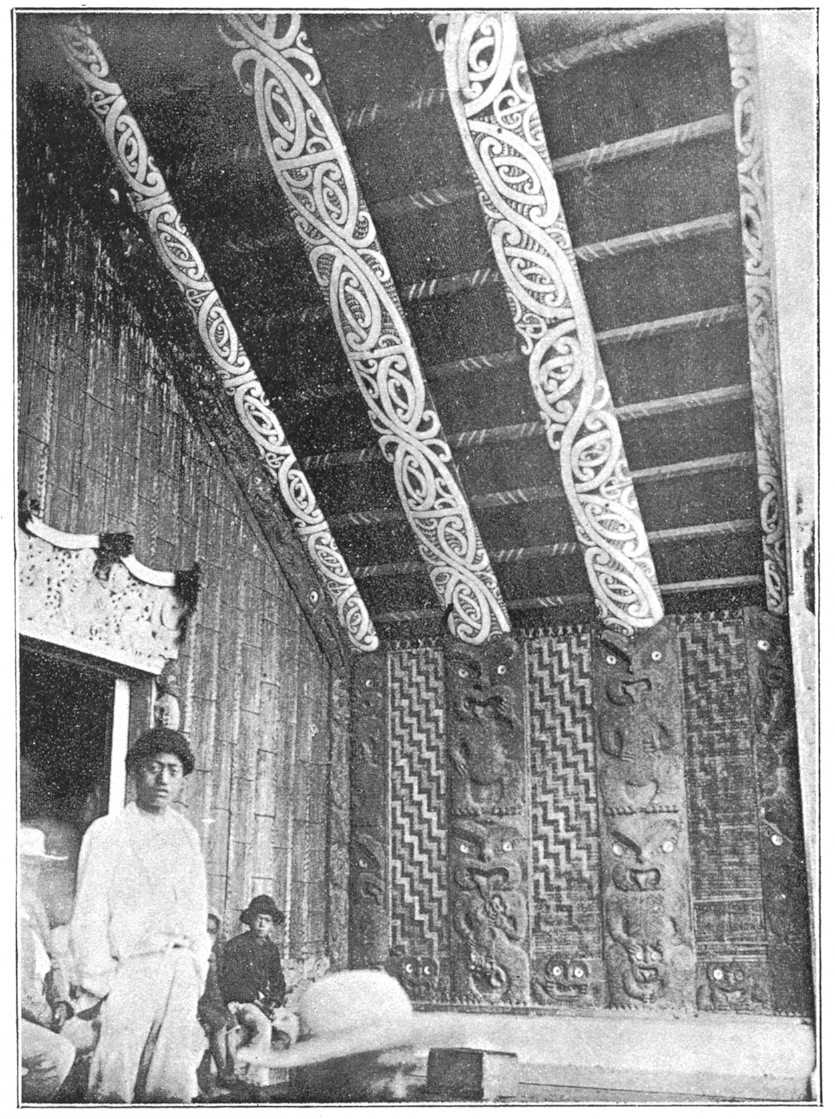
Wharenui (casa de reunión) en Waiomatatini, 1896, llamada Porourangi después de que el antepasado Ngāti Porou derivara su nombre.

A principios del siglo XIX, Ngāti Porou entró en conflicto con Ngā Puhi durante la campaña de guerra de este último en toda la Isla Norte. Este período también vio la introducción del cristianismo en la región, lo que condujo a un período de relativa calma y desarrollo cultural. Los jefes de Ngāti Porou también fueron signatarios del Tratado de Waitangi en 1840. Ngāti Porou experimentó un crecimiento económico sustancial durante la década de 1850.
Durante la década de 1860, el movimiento religioso de Pai Mārire se extendió por la Isla Norte y finalmente entró en conflicto con el Gobierno de Nueva Zelanda. Entre 1865 y 1870, surgió una guerra civil dentro de Ngāti Porou, entre los conversos de Pai Mārire que buscaban la creación de un estado maorí independiente (apoyado por Pai Mārire de otras regiones) y otros Ngāti Porou que abogaban por la soberanía e independencia tribales. Este conflicto generalmente se ve como parte de la Guerra de East Cape.

### Historia moderna
Ngāti Porou volvió a disfrutar de la paz y la prosperidad económica a finales del siglo XIX. La década de 1890 vio la aparición de Sir Āpirana Ngata, quien contribuyó en gran medida a la revitalización del pueblo maorí. A principios del siglo XX, la población de Ngāti Porou aumentó considerablemente. Participaron activamente en ambas guerras mundiales.
Después de la Segunda Guerra Mundial, un gran número de Ngāti Porou comenzó a emigrar de las tierras tribales tradicionales y a trasladarse a zonas urbanas más grandes, en una tendencia reflejada en toda Nueva Zelanda. Una gran parte de la población tribal ahora vive en Auckland y Wellington.

## Gobernacía
Te Rūnanga o Ngāti Porou se estableció en 1987 para ser la autoridad tribal del iwi. Está organizado en una rama de desarrollo de whānau y hapū, una rama de desarrollo económico y una rama de servicios corporativos, y tiene como objetivo mantener los activos financieros, físicos y espirituales de la tribu. El fideicomiso de derecho consuetudinario es supervisado por una junta, con dos representantes de cada una de las siete zonas ancestrales. A partir de 2018, el fideicomiso se basa en Gisborne y está presidido por Selwyn Parata, con Herewini Te Koha como director ejecutivo y gerente general.
El fideicomiso administra los acuerdos del Tratado de Waitangi bajo la Ley de Liquidación de Reclamaciones de Ngati Porou, representa al iwi bajo la Ley de Pesca Maorí y es la autoridad oficial del iwi para la consulta de consentimiento de recursos bajo la Ley de Gestión de Recursos. Su función está contenida en el territorio del Consejo de Distrito de Gisborne, que es un consejo regional y de distrito.

## Medios de comunicación

### Radio Ngāti Porou
Radio Ngāti Porou es la estación oficial de Ngāti Porou. Tiene su sede en Ruatoria y transmite en 89.3 FM en Tikitiki, 90.5 FM en Tolaga Bay, 93.3 FM en Gisborne, 98.1 FM en Ruatoria y 105.3 FM en Hicks Bay.

## Personalidades célebres
- George Nepia, deportista
- Witi Ihimaera, escritor
- Wynton Rufer, deportista
- Rory Fallon, deportista